# Dawn Song
Dawn Song est une universitaire sino-américaine et professeur à l'Université de Californie à Berkeley au département de génie électrique et d'informatique.
Elle reçoit une bourse de la Fondation MacArthur en 2010.

## Biographie
Song obtient son BS (1996) de l'Université Tsinghua, sa maîtrise (1999) de l'Université Carnegie-Mellon et son doctorat (2002) de l'Université de Californie à Berkeley.
Song devient professeur adjoint à l'Université Carnegie-Mellon (2002-2007) avant de rejoindre la faculté de l'Université de Californie à Berkeley en 2007.
Le travail de Song se concentre sur la sécurité informatique, l'apprentissage automatique et les chaînes de blocs.
Song est le cofondateur d'Oasis Labs qui utilise la crypto-monnaie Rose comme jeton de blockchain natif dans le but de créer un cadre de préservation de la vie privée où les données sont utilisées de manière responsable.
Song est le récipiendaire de nombreux prix, dont une bourse Sloan, un prix NSF CAREER, le prix de la faculté IBM, une bourse Guggenheim et une bourse de la Fondation MacArthur. En 2009, le MIT Technology Review TR35 désigne Song comme l'une des 35 meilleurs innovateurs du monde de moins de 35 ans. Elle est élue ACM Fellow en 2019 "pour ses contributions à la sécurité et à la confidentialité".